# Uthukuli
Uthukuli é uma panchayat (vila) no distrito de Erode, no estado indiano de Tamil Nadu.

## Demografia
Segundo o censo de 2001, Uthukuli tinha uma população de 7929 habitantes. Os indivíduos do sexo masculino constituem 51% da população e os do sexo feminino 49%. Uthukuli tem uma taxa de literacia de 68%, superior à média nacional de 59.5%: a literacia no sexo masculino é de 76% e no sexo feminino é de 58%. Em Uthukuli, 10% da população está abaixo dos 6 anos de idade.